# Jürgen Klöckler

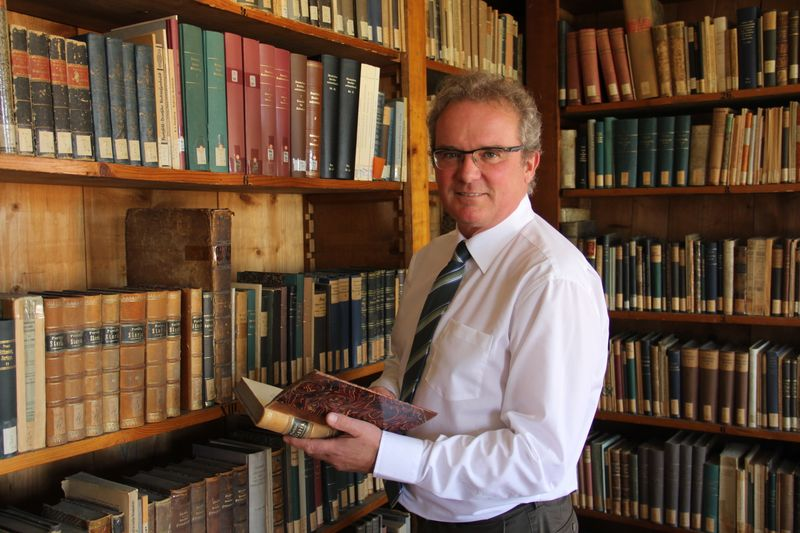
Jürgen Klöckler, 2018 in den Räumen des Stadtarchivs Konstanz

Jürgen Klöckler (* 20. März 1965 in Rielasingen) ist ein deutscher Archivar und Historiker. Seit 2001 ist er Leiter des Stadtarchivs Konstanz. Im Jahr 2014 wurde er an der Universität Konstanz zum außerplanmäßigen Professor für Neuere und Neueste Geschichte ernannt.

## Leben
Jürgen Klöckler wuchs in Liggeringen bei Radolfzell auf. Nach einer Offiziersausbildung bei der Bundeswehr und einer Tätigkeit von 1987 bis 1990 als Flugbegleiter bei der Lufthansa auf Langstrecke, studierte er von 1988 bis 1990 Mittlere und Neuere Geschichte, Philosophie und Italianistik an der Johannes Gutenberg-Universität Mainz. Anschließend absolvierte er von 1990 bis 1992 das Studium der Geschichtswissenschaften, Philosophie und der Italienischen Sprachwissenschaften an der Universität Konstanz. Zugleich war er als studentischer Mitarbeiter an der sechsbändigen Geschichte der Stadt Konstanz am Bodensee (20. Jahrhundert) tätig. Im Jahr 1992 folgte der Magister Artium, die Magisterarbeit behandelte die Geschichte der Stadt Konstanz unter französischer Besatzung 1945–1949. Von 1993 bis 1995 verfasste er seine Dissertation an der Universität Konstanz, bei Lothar Burchardt wurde er im Wintersemester 1995/96 mit einer Arbeit zur Neugliederungsfrage in Südwestdeutschland unmittelbar nach 1945 promoviert. Die Arbeit wurde 1996 mit dem Preis des Landkreises Konstanz zur Förderung des Wissenschaftlichen Nachwuchses an der Universität Konstanz ausgezeichnet. 
Von 1996 bis 1998 war er Wissenschaftlicher Mitarbeiter und Editor an der Außenstelle Bonn des Instituts für Zeitgeschichte im Politischen Archiv des Auswärtigen Amts („Akten zur Auswärtigen Politik der Bundesrepublik Deutschland“ Jahresbände 1966–1968). Im Jahr 1999 wurde er Lehrbeauftragter und Habilitand an der Universität Konstanz. Klöckler ist seit 2001 als Nachfolger von Helmut Maurer Leiter des Stadtarchivs Konstanz. Im Jahre 2011 erfolgte seine Habilitation an der Universität Konstanz mit einer Arbeit über die Konstanzer Stadtverwaltung im Nationalsozialismus. Seit 2014 ist er außerplanmäßiger Professor für Neuere und Neueste Geschichte an der Universität Konstanz.
Klöckler ist Mitglied im Alemannischen Institut in Freiburg/Breisgau (seit 1995) und im Konstanzer Arbeitskreis für mittelalterliche Geschichte (seit 2002). Er gehört dem Vorstand des Vereins für Geschichte des Bodensees und seiner Umgebung an, dessen Vereinsschriften er als Schriftleiter seit 2004 betreut. Seitdem wurden 18 Bände unter seiner Schriftleitung herausgegeben. Er hat 2002 die Kleine Schriftenreihe des Stadtarchivs Konstanz begründet, von der bislang über zwanzig Bände unter seiner Herausgeberschaft erschienen sind. In der von Otto Feger 1949 begründeten Reihe der Konstanzer Geschichts- und Rechtsquellen hat er in Nachfolge von Helmut Maurer bislang insgesamt elf Bände herausgegeben.
Klöckler lebt in Radolfzell-Liggeringen. Dort engagiert er sich seit 2004 auch kommunalpolitisch für eine Freie Wählervereinigung im Ortschaftsrat. Er wurde 2009 zum Stellvertretenden Ortsvorsteher gewählt.

## Forschungsschwerpunkte
Seine Forschungsschwerpunkte sind die Stadtgeschichte von Konstanz mit den Schwerpunkten Spätmittelalter und 19./20. Jahrhundert, die Geschichte des Bodenseeraums, die südwestdeutsche Landesgeschichte, die Historiographie- und Kulturgeschichte des 19. Jahrhunderts, die internationalen Beziehungen im 20. Jahrhundert, der Nationalsozialismus und Holocaust, die französische Besatzungspolitik nach 1945 sowie die Geschichte der Bundesrepublik Deutschland. In seiner Dissertation widmete er sich den Neuordnungskonzepten in der frühen Nachkriegszeit für den deutschen Südwesten. Die deutschen Projekte lassen sich Klöckler zufolge in drei Gruppen zusammenfassen. Der Bürgermeister von Singen am Hohentwiel, Bernhard Dietrich, hatte die Idee eines alpinen Staatenbundes aus süddeutschen und österreichischen Regionen („Alpenland“). Der Konstanzer Stadtarchivar Otto Feger trat für ein weitgehend autonomes schwäbisch-alemannisches Staatsgebilde unter Zusammenschluss Südbadens, Südwürttembergs, Hohenzollerns und des Landkreises Lindau („Alemannien“) ein. Katholisch geprägte Zirkel wiederum vertraten die Idee eines an abendländischen Werten orientierten, föderalistisch aufgebauten Europas.
In seiner Habilitationsschrift analysierte Klöckler „Herrschaftsbeziehungen, Netzwerke, Regeln, Muster und konkrete Problemlösungsstrategien“ in der Konstanzer Stadtverwaltung während der NS-Zeit. Damit lieferte er einen wertvollen Beitrag nicht nur für die Erforschung des Nationalsozialismus, sondern auch für die kommunale Verwaltungsgeschichte. Klöckler konnte anhand von zahlreichen Beispielen zeigen, dass es Kontinuitäten nicht nur von der Weimarer Republik zur Diktatur, sondern auch beim Übergang vom NS-Regime zur Bundesrepublik gegeben hat. Nach dieser Arbeit gab es weder 1933 noch 1945 eine Zäsur beim Verwaltungspersonal, vor allem in Führungspositionen nicht. Zahlreiche Verwaltungsbeschäftigte, die das NS-Regime unterstützt hatten, kamen ungestraft durch die Entnazifizierung.
Klöckler erstellte 2012 mit Lothar Burchardt und Wolfgang Seibel Klöckler ein Gutachten zur Tätigkeit des langjährigen Konstanzer Oberbürgermeisters und CDU-Politikers Bruno Helmle (1911–1996) während der Zeit des Nationalsozialismus und in den ersten Nachkriegsjahren. Er kam darin zum Ergebnis, dass Helmle enger mit dem NS-Regime verstrickt war, als bis dahin bekannt.
Anlässlich einer Festschrift zum 111. Geburtstag Willi Hermanns recherchierte er 2018 in mehreren französischen und deutschen Archiven über den Komponisten von Konstanzer Fastnachtsschlagern; dabei entdeckte er zahlreiche Dokumente und Beweise, die einen frühen Eintritt Hermanns in die NSDAP und eine Karriere als NS-Funktionär in der Gauleitung Karlsruhe ab 1933 belegen. Nach Klöcklers Forschungen war er ein überzeugter Nationalsozialist und Antisemit. Es gebe außerdem deutliche Hinweise, dass er 1943 am Massaker auf Kefalonia verwickelt war, einem der schwersten Kriegsverbrechen der Wehrmacht in Griechenland.
Im Dezember 2020 erstellte Jürgen Klöckler ein Gutachten zu Vorgeschichte, Tathergang, juristischer Aufarbeitung sowie den Nachwirkungen des „Konstanzer Gammlermords“ im August 1970.

## Schriften
Monographien
- Selbstbehauptung durch Selbstgleichschaltung. Die Konstanzer Stadtverwaltung im Nationalsozialismus (= Konstanzer Geschichts- und Rechtsquellen. Bd. 43). Thorbecke, Ostfildern 2012, ISBN 978-3-7995-6843-2 (zugleich: Konstanz, Universität, Habilitationsschrift, 2011 unter dem Titel: Die Konstanzer Stadtverwaltung im Nationalsozialismus).
- mit Norbert Fromm: Der Bodensee in frühen Bildern. Photographien aus der Sammlung Wolf 1860–1930 (= Konstanzer Geschichts- und Rechtsquellen. Bd. 39). Thorbecke, Ostfildern 2005, ISBN 3-7995-6839-5.
- „Das Land der Alemannen ...“. Pläne für einen Heimatstaat im Bodenseeraum nach 1945 (= Weiße Bibliothek. Bd. 18). UVK, Konstanz 1999, ISBN 3-7995-6843-3.
- Abendland – Alpenland – Alemannien. Frankreich und die Neugliederungsdiskussion in Südwestdeutschland 1945–1947 (= Studien zur Zeitgeschichte. Bd. 55). Oldenbourg, München 1998, ISBN 3-486-56345-9 (Volltext digital verfügbar).

Editionen
- Chronique du cercle de Rottweil depuis le 25 avril 1945 jusqu’au 30 septembre 1949 / Chronik des Kreises Rottweil vom 27. April 1945 bis zum 30. September 1949. Südwestverlag, Villingen-Schwenningen 2000, ISBN 978-3-928873-13-0.

Herausgeberschaften
- mit Harald Derschka: Der Bodensee. Natur und Geschichte aus 150 Perspektiven. Jubiläumsband des internationalen Vereins für Geschichte des Bodensees und seiner Umgebung 1868–2018. Thorbecke, Ostfildern 2018, ISBN 978-3-7995-1724-9.
- mit Harald Derschka und Thomas Zotz: Konstanz und der Südwesten des Reiches im hohen und späten Mittelalter. Festschrift für Helmut Maurer zum 80. Geburtstag (= Konstanzer Geschichts- und Rechtsquellen. Band 48). Thorbecke, Ostfildern 2017, ISBN 978-3-7995-6848-7.